# Anolis conspersus
Espèce
Synonymes
- Norops conspersus (Garman, 1887)
- Norops conspersus conspersus (Garman, 1887)
- Anolis utowanae Barbour, 1932
- Norops utowanae (Barbour, 1932)
- Norops conspersus lewisi (Grant, 1940)

Anolis conspersus est une espèce de sauriens de la famille des Dactyloidae.

## Répartition
Cette espèce est endémique des îles Caïmans.

## Description
Les mâles mesurent jusqu'à 70 mm et les femelles jusqu'à 50 mm.

## Liste des sous-espèces
Selon The Reptile Database (7 janvier 2013) :
- Anolis conspersus conspersus Garman, 1887
- Anolis conspersus lewisi Grant, 1940

## Publications originales
- Garman, 1887 : On the reptiles and batrachians of Grand Cayman. Proceedings of the American Philosophical Society held at Philadelphia, vol. 24, p. 273-277 (texte intégral).
- Grant, 1940 : The herpetology of Jamaica II. The reptiles. Bulletin of the Institute of Jamaica (Science Series), no 1, p. 61-148.